# Floptical

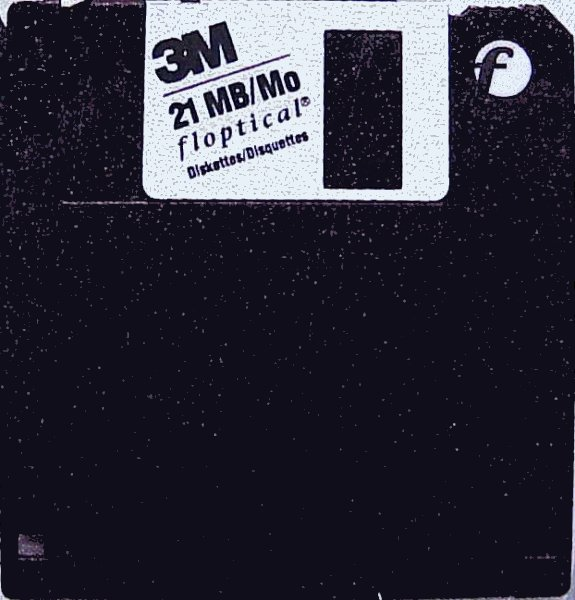
Disco floptical de 21 MB

Floptical es un sistema de almacenamiento externo, introducido en 1991 por Insite Peripherals, de funcionamiento similar a una disquetera, con la diferencia que marca con trazos discontinuos las pistas del disco – igual que la raya discontinua que separa los carriles de una autopista -, e instala un sensor óptico que es capaz de registrar estas marcas y colocar la cabeza de lectura/escritura sobre el carril en que se quieren escribir o leer los datos. Con esta tecnología se consigue almacenar 15 veces más información que en un disco de 3 ½ de 1,44 Mb. 
Además si se introduce un disquete normal, el sensor óptico no detecta estas marcas y la disquetera funciona como cualquier otra. Poseen tecnología holográfica, HOT, y pueden leer 7 pistas simultáneamente. Tiene un sistema láser emisor de luz, este sirve para grabar los datos y no estamparlos como hacen los procedimientos mecánicos.